# Meteoritul de aur
Meteoritul de aur este o nuvelă științifico-fantastică de aventuri scrisă de Octavian Sava. A apărut prima dată în primele două numere ale revistei Colecția „Povestiri științifico-fantastice” din octombrie 1955. A fost tradusă de György Fáskerthy și publicată ca Az aranymeteor în primele două numere ale revistei CPSF în limba maghiară Tudományos-fantasztikus elbeszélések (în 1956).
În limba română nuvela a fost republicată în Anticipația CPSF  nr. 571 din 2005, la aniversarea a 50 de ani de la apariția primului număr CPSF, revistă în care Alexandru Mironov a anunțat că l-a rugat pe Octavian Sava să scrie o continuare a acestei nuvele. Nuvela, denumită Comoara din templul reginei, a apărut în Anticipația CPSF  nr. 577 din 2005. Nuvelele sunt considerate de Aurel Cărășel ca având o narațiune care pare a fi coborâtă din prozele lui Jules Verne de la începutul secolului al XX-lea, când personajele principale treceau prin aventuri uimitoare, bazându-se doar pe ajutorul rațiunii și al unei tehnici departe de a fi dominantă și incomprehensibilă.
Profesorul Ion Spineanu descrie asistentului său o parte din ceea ce știe despre legenda meteoritului de aur care într-o noapte a transformat o mică parte din junglă ecuatorială în pustiul (fictiv) Bisstung.

## Prezentare
Profesorul de geografie Ion Spineanu descrie asistentului său aventurile pe care le-a avut în 1910 în Africa, cu peste patruzeci de ani în urmă. Ca urmare a unui concurs cu cerințe foarte grele (cunoștințe geografice, întocmirea de hărți topologice, cunoaștere a limbii Bantu, să fie bun călăreț și țintaș cu pușca și revolverul etc.), profesorul s-a alăturat expediției maiorului Alfred Rosechamp  de căutare a unui meteorit de aur în pustiul Bisstung din junglele din Congo Belgian. Concursul a fost câștigat de fapt de Guy de Goedzack, pe nedrept deoarece lui Spineanu i s-a dat la călărie o iapă neîmblânzită, dar tatăl lui Guy, ministrul olandez al Marinei, nu a dorit ca fiul său să piară prin Africa. Astfel, Spineanu a ajuns să fie al patrulea membru al Expediției Rosechamp.
Spineanu și Rosechamp călătoresc cu o corabie spre Africa, pentru a se întâlni acolo cu ceilalți doi membri albi ai expediției. Ei plănuiesc să fie conduși prin jungla africană de o călăuză bătrână, un zulus care a participat anterior la expediția colonelului englez Arthur Smith, dispărut. Ca un avertisment, călăuza este ucisă la Leopoldville cu o săgeată minusculă de către persoane necunoscute.
Împreună cu negrul Mambo și alți hamali pornesc pe fluviul Congo până la Bassoko, la 300 km. vest de cascada Stanley. Aici ajung pe 23 octombrie, la o lună după ce Ion Spineanu și Alfred Rosechamp au ajuns în Africa. După cinci zile prin junglă, Mambo se lovește la picior, Rosechamp îl forțează să meargă mai departe ordonându-i lui Marssack să-l loveasă, dar Spineanu îi ia apărarea, amenințându-i cu revolverul, lucru care îi stârnește furia lui Rosechamp, care-i declară că nu-l va ierta pentru intervenția sa.

Coperta revistei Colecția „Povestiri științifico-fantastice” #2 din 1965 cu partea a II-a a nuvelei

După mai multe zile ajung într-o zonă în care toate plantele și animalele sunt mai mici, iar soarele arată altfel pe cer. Îngroziți, hamalii africani spun că pădurea este vrăjită, plină de duhuri rele și că ei se tem să meargă mai departe. Pe sscoarța unui arbore misterios din pădurea pitică găsesc o inscripție veche, în italiană, Voi, care intrați, părăsiți orice speranță.
Rosechamp ordonă înaintarea, simțind că sunt pe drumul cel bun spre meteorit. Expediția înaintează în sunetul unor misterioase bătăi de tobe. Un hamal este ucis de o săgeată minusculă identică cu cea care a ucis călăuza din Leopoldville. Un trib straniu de pigmei apare și-i dezarmează pe toți. Aceștia erau diferiți de ceilalți pigmei din Africa, cu pielea mai degrabă aurie decât neagră, mult mai mici de înălțime, cu obrazuri monstruoase pline de zbârcituri, cu picioare răsucite înăuntru ca la maimuțe. Sunt duși pe lângă un zid neted, într-un sat format din câteva colibe rotunde din crengi și lut. Șeful tribului se dovedește a fi dispărutul colonel Arthur Smith, care le spune că este căpetenia tribului Mantusari și cel mai bogat om din lume.  Smith le explică că legendele arabe despre meteorit sunt adevărate și că acel zid neted pe lângă care au trecut este o parte a meteoritului care are o rază de 2,5 kilometri.  Aurul se află în interiorul meteoritului, sub o pojghiță de substanță sticloasă din piatră și oțel. În ultimii 10 ani, Smith și pigmeii au săpat cu unelte primitive ca să ajungă la aurul din centrul meteoritului. Pigmeii, de ani de zile, au săpat numeroase tuneluri și caverne în meteorit unde și-au mumifiat dușmanii: arabi și europeni care au căutat meteoritul. Doar Smith a scăpat de aceștia oferind alcool vrăjitorului tribului care l-a declarat căpetenie. 
Își dau seama că Smith e nebun și că acesta și-a împușcat membrii expediției sale, dar este prea târziu. Sunt legați din nou și duși într-un staul unde sunt păziți de 30 de pigmei înarmați cu arcuri. Rosechamp întocmește un plan cu Marssack, se preface că este bolnav, cere ajutorul vrăjitorului pentru a fi vindecat  și după ce discută în șoaptă cu acesta sunt eliberați. Ulterior, Spineanu află că Rosechamp a devenit noua căpetenie a tribului după ce i-a promis vrăjitorului o cantitate dublă de alcool pe zi, că îl va învăța să folosească armele de foc și că va permite ca Spineanu să fie sacrificat a doua zi pe marele idol. Spineanu este legat dar scapă cu ajutorul lui Mambo care a reapărut deghizat ca o mumie din interiorul meteoritului. Cei doi scapă de pigmeii conduși de Rosechamp. După ce se desparte de Mambo, ajuns în Belgia nimeni nu crede povestirea lui Spineanu, mai mult este acuzat de minciună și de dezertare din expediție. O explozie a avut loc în Africa și toți savanții cred că a fost un cutremur, doar Spineanu își dă seama că explozibilul folosit de Rosechamp pentru a ajunge în centrul meteoritului a provocat o reacție a unor elemente din meteorit care a distrus totul în zonă. Dezvăluirea lui Spineanu către asistentul său se încheie cu ideea că jungla a acoperit deja totul între timp pe fostul teritoriu al tribului Mantusari.

### Personaje
- Naratorul, asistentul lui Ion Spineanu
- Ion Spineanu, profesor și geograf român. Este o persoană nu prea înaltă, cu păr alb, bogat, piele arămie a feței, de 67 de ani (în momentul în care povestește naratorului peripețiile sale). În timpul expediției prin Africa era un tânăr student la Universitatea din Bruxelles.
- Alfred Rosechamp, maior belgian, conducător al unei noi expediții de căutare a unui meteorit de aur în Congo Belgian în 1910. Rosechamp are aerul unei figuri indolente, cu toate acestea este o persoană cu o mare energie, lipsită de scrupule.
- Leicher, locotenent.  Slab, pipernicit, față bolnăvicioasă. Falit, fost jucător înrăit.
- Marssack, sergent. De vârstă mijlocie, cu ochi șterși, frunte îngustă. Cu brațe foarte lungi și foarte puternice.
- Mambo, hamal. A fugit de mister Ericson (un englez) după ce i-a cerut bani pentru munca prestată și s-a alăturat expediției
- Arthur Smith, colonel dispărut într-o expediție similară anterioară, în 1900, de-a lungul fluviului Congo.

## Cuprins
CPSF #1 cuprinde primele șase capitole, iar în CPSF #2  a apărut restul nuvelei începând cu capitolul VI, Misterul junglei pitice. În CPSF #571 a fost republicată întreaga nuvelă.
1. Profesorul de geografie
2. Legenda arabă
3. Un concurs cu probe grele
4. Săgeata otrăvită
5. Tovarășii mei de drum
6. Pătrundem în junglă
7. Misterul junglei pitice
8. „Părăsiți orice speranță”
9. Unde apare o veche cunoștință
10. Meteoritul de aur
11. Jertfa marelui idol
12. Fantoma
13. Fuga
14. Se cutremură pământul

- Epilog

## Legături externe
- Ștefan Ghidoveanu, Octavian Sava la Exploratorii lumii de mâine & Adio, domnule Octavian Sava!, două articole pe site-ul moshulsf
- Anticipația CPSF 571 , isfdb.org

## Vezi și
- 1955 în științifico-fantastic
- Goana după meteor de Jules Verne